# 薩扎瓦河畔斯韋特拉

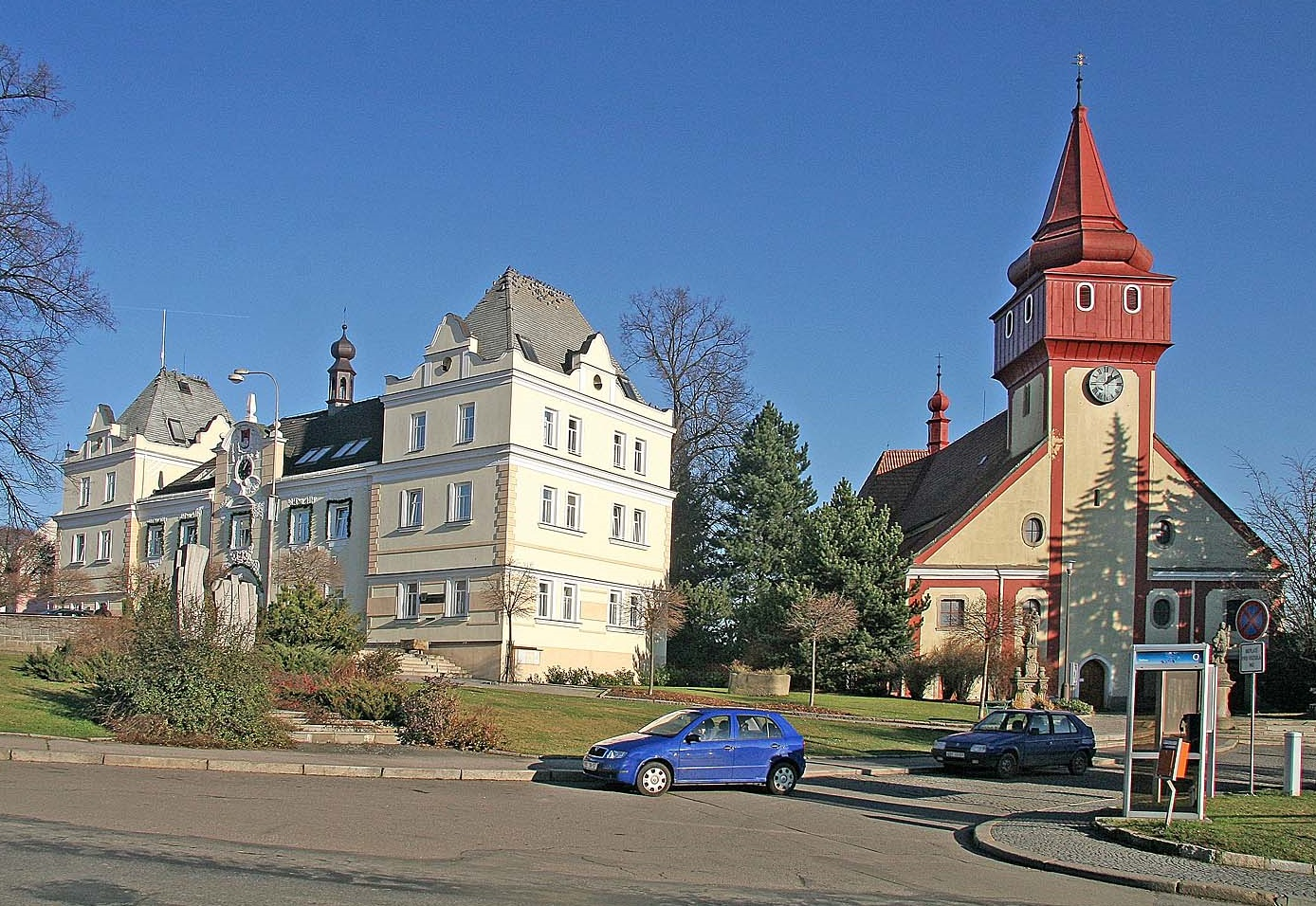

薩扎瓦河畔斯韋特拉是捷克的城鎮，位於該國中部薩扎瓦河右岸，由維索基納州負責管轄，面積43.63平方公里，海拔高度515米，2014年人口6,7351。

## 外部連結
- Official website Archive.today的存檔，存档日期2012-12-17